# Petra Hultberg
Petra Maria Yasmine Fors, född Hultberg 28 februari 1978 i Fosie, Malmö, är en svensk skådespelare.

## Biografi
Hultberg studerade vid Teaterhögskolan i Malmö och Musikhögskolan i Göteborg. Därefter har hon varit verksam vid bland annat Helsingborgs stadsteater.
Hon är bosatt i Sjöbo.

## Teater

### Roller
| År   | Roll            | Produktion                                                          | Regi              | Teater                                                        |
| ---- | --------------- | ------------------------------------------------------------------- | ----------------- | ------------------------------------------------------------- |
| 2007 | Cecile Volanges | Farliga förbindelser (Les Liaisons dangereuses) Christopher Hampton | Solbjørg Højfeldt | Helsingborgs stadsteater                                      |
| 2007 | Vendela Moll    | Potta Långhaka Mary Andersson                                       | Martha Vestin     | Helsingborgs stadsteater på Fredriksdal museer och trädgårdar |
| 2009 | Olivia          | Cancerbalkongen Marianne Goldman                                    | Christian Tomner  | Helsingborgs stadsteater                                      |
| 2009 | Jenny           | Tiggarens opera (The Beggar's Opera) John Gay                       | Johan Wahlström   | Helsingborgs stadsteater                                      |
| 2009 | Styvmodern      | Snövit och sju miffon Gunilla Boëthius                              | Dan Kandell       | Helsingborgs stadsteater                                      |
| 2010 |                 | Onkel Vanja (Дядя Ваня) Anton Tjechov                               | Anna Novovic      | Helsingborgs stadsteater                                      |